# دنی دیلون
دنی دیلون (انگلیسی: Denny Dillon؛ زادهٔ ۱۸ مهٔ ۱۹۵۱) کمدین، بازیگر اهل ایالات متحده آمریکا است. وی از سال ۱۹۷۳ میلادی تاکنون مشغول فعالیت بوده‌است.
از فیلم‌ها یا برنامه‌های تلویزیونی که وی در آن نقش داشته‌است می‌توان به تب شب یک شنبه، یونایتد ۹۳ (فیلم)، خیال باطل، و کبود اشاره کرد.